# Olga Savary
Olga Savary (Belém, 21 de mayo de 1933-Teresópolis, 15 de mayo de 2020) fue una escritora y traductora brasileña.

## Biografía
Su madre era la paraense Célia Nobre de Almeida y su padre Bruno era un ingeniero ruso. Pasó su infancia en Belém, Monte Alegre, Fortaleza y Río de Janeiro. 
En 1942 sus padres se separaron y Olga fue a vivir a casa de un hermano de su madre a Río de Janeiro. Allí comenzó su afición por escribir. Su madre prefería que se dedicara a la música, y Olga escondía sus escritos y se los guardaba un amigo bibliotecario de ABI. La convivencia entre las dos se hizo difícil y con 16 años, consideró irse a vivir con el padre.
Con 18 años, volvió a Belém y estudió en su Colégio Moderno, más tarde regresó a Río de Janeiro.
Ha trabajado en varias publicaciones y fue miembro del PEN Club.
Falleció a los ochenta y seis años en Teresópolis el 15 de mayo de 2020 a causa de la enfermedad COVID-19 durante la pandemia mundial que afectó a Brasil.

## Obra

### Cuento
- 1997 - O Olhar Dourado do Abismo

### Poesía
- 1970 - Espelho Provisório (Prêmio Jabuti)
- 1977 - Sumidouro
- 1979 - Altaonda
- 1982 - Magma
- 1982 - Natureza Viva
- 1986 - Hai-Kais
- 1987 - Linha d'água
- 1987 - Berço Esplendido'
- 1989 - Retratos
- 1994 - Rudá
- 1994 - Éden Hades
- 1996 - Morte de Moema
- 1996 - Anima Animalis
- 1998 - Repertório Selvagem